# Licab
Licab (Bayan ng Licab) är en kommun i Filippinerna. Kommunen ligger på ön Luzon, och tillhör provinsen Nueva Ecija. Folkmängden uppgår till 28 254 invånare.

## Administrativ indelning
Licab är indelat i 11 barangayer.
- Aquino
- Linao
- Poblacion Norte
- Poblacion Sur
- San Casimiro
- San Cristobal
- San Jose
- San Juan
- Santa Maria
- Tabing Ilog
- Villarosa

## Historia
Licab är en tidigare plats under kommunen Aliaga och var känd som "Pulong Samat". Ett skogsområde omgivet av floder och vattendrag beboddes av trettio familjer bestående av Ilocano, Kapampangan och Tagalog tills bröderna Esguerra anlände och bodde hos lokalbefolkningen.
Don Dalmacio, en av bröderna Esguerra, ledde rensningen av de stora gräsmarkerna och borstved med sina bröder och lokalbefolkningen, tills de odlade området med en rik skörd.
På grund av ökningen av befolkningen i Pulong Samat styrde Dalmacio inrättandet av en "gunglo" som fungerade som Pulong Samats råd eller regering. Det ovannämnda rådet började ändra namnet på Pulong Samat och använde senare "Licab" som kom från ilocana och sa "kaskada agliklikab ti ani ti pagay från" vilket betyder "riset som samlas upp flödar".
År 1882, under ledning av Don Dalmacio, presenterade de lokala ledarna för barrios Santa Maria, Licab, Bantog och angränsande sitios en framställning till den spanska regeringen i Filippinerna om inrättande av en separat kommun från kommunen Aliaga. .
Efter mer än tio år, efter att ha uppfyllt de krav som föreskrivits av ledarna för den spanska regeringen i Filippinerna, antogs ordern om att upprätta kommunen Licab under ledning av generalguvernören Ramón Blanco och trädde i kraft den 28 mars 1894.